# كينيث براناه
السير كينيث تشارلز برانا (/ˈbrænə/ BRAN-ə؛ وُلِدَ في العاشر من ديسمبر 1960م) ممثل ومخرج أفلام بريطاني من أيرلندا الشمالية. اشتهر كينيث بإخراج وبطولة العديد من الأفلام المقتبسة عن مسرحيات ويليام شكسبير منها: هنري الخامس (1989) (وترشح عن اشتراكه في هذا الفيلم لتلقي جائزة الأوسكار في فئة أفضل ممثل وأفضل مخرج)، وجعجعة بلا طحن (1993)، وعطيل (1995)، و هاملت (1996) (وترشح عن إشتراكه في هذا الفيلم لتلقي جائزة الأوسكار في فئة أفضل نص سينمائي مقتبس) وخاب مسعى العشاق (2000) وكما تهوى (2006).
كما مثّل في العديد من الأفلام والمسلسلات التليفزيونية منها ثروات الحرب (1987)، والغرب المتوحش(1999)، والطريق إلى إلدورادو (2000)، والمؤامرة (عمل تليفزيوني) (2001)، هاري بوتر وحجرة الأسرار (2002)، والينابيع الدافئة (عمل تليفزيوني) (2005)، فالكيري (2008)، ووالاندر (مسلسل تليفزيوني) (2008–وحتى الآن)، أسبوع مع مارلين (2011) الذي قام فيه بدور لورانس أوليفر وعن هذا الدور ترشح كينيث للحصول على (جائزة أوسكار في فئة أفضل ممثل مساعد)؛ وعلاوةٌ على كل ذلك فقد أخرج كينيث أفلام بارزة مثل: ميت مرة أخرى (1991) (ومثّل فيه)، وأغنية البجعة (1992) والذي ترشح عنه للحصول على (جائزة أوسكار في فئة أفضل فيلم حركة قصير)، وفرانكنشتاين: قصة ماري شيلي (1994) (وقد مثّل في هذا الفيلم أيضًا)، والناي السحري (2006)، والمخبر (2007)، وفيلم البطل الأسطوري ثور (2011) والذي تصدر شبابيك التذاكر.
تم ترشيح كينيث برانا لخمس جوائز أوسكار، وخمس جوائز غولدن غلوب، وحاز على جائزة إيمي وثلاث جوائز من الأكاديمية البريطانية لفنون الفيلم والتليفزيون.

## وصلات خارجية
- كينيث براناه على موقع IMDb (الإنجليزية)
- كينيث براناه على موقع ميتاكريتيك (الإنجليزية)
- كينيث براناه على موقع الموسوعة البريطانية (الإنجليزية)
- كينيث براناه على موقع روتن توميتوز (الإنجليزية)
- كينيث براناه على موقع مونزينجر (الألمانية)
- كينيث براناه على موقع ألو سيني (الفرنسية)
- كينيث براناه على موقع ميوزك برينز (الإنجليزية)
- كينيث براناه على موقع تيرنر كلاسيك موفيز (الإنجليزية)
- كينيث براناه على موقع أول موفي (الإنجليزية)
- كينيث براناه على موقع بوكس أوفيس موجو (الإنجليزية)